# Karaguiosis

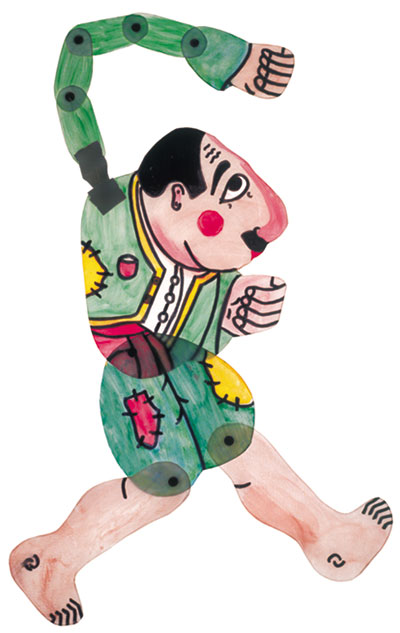
Karaguiosis

Karaguiosis (en griego: Καραγκιόζης, turco; Karagöz) es un personaje del folclore griego, emparentado con el turco Karagöz. Es el protagonista de las historias del teatro de sombras griego.

## Orígenes
El nombre de Karaguiosis (griego Καραγκιόζης) parece proceder del turco Karagöz (‘ojos negros’). Aunque algunos estudiosos abogan por un origen mediterráneo de tradición egipcia, todo parece indicar que el Karaguiosis llegó a Grecia continental desde Asia Menor (Anatolia) durante el período otomano, y que fue helenizado en Patrás a finales del siglo XIX por Dimitrios Sardounis (alias Mimaros), considerado fundador del teatro de sombras griego moderno.
Versiones más legendarias sobre su origen proponen que fue un griego quien lo inventó durante la dominación turca como entretenimiento para el sultán otomano. Otros, más atrevidos, afirman que el Karaguiosis se basa en acontecimientos reales protagonizados por dos obreros, llamados Karagöz, que trabajaban en la construcción de una mezquita en Bursa, Turquía, en el siglo XIV.

## Argumento

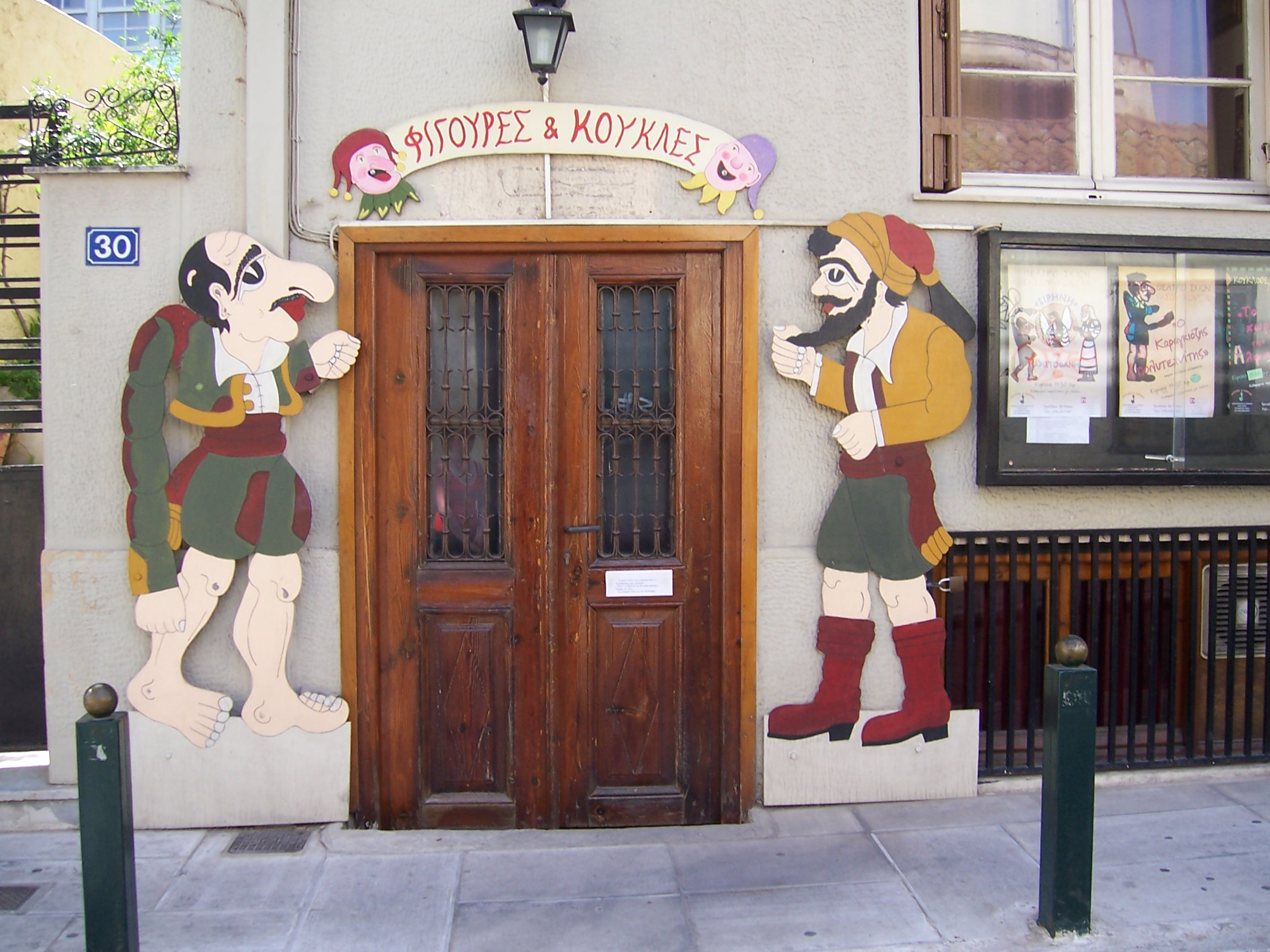
Teatro en Atenas.

Karaguiosis es un jorobado griego al que se representa con una mano muy larga, vestido de harapos y con los pies descalzos. Vive en una pobre cabaña (παράγκα) con su mujer Aglaia y sus tres hijos, durante el Imperio Otomano. El escenario está ocupado por su cabaña a la izquierda y el palacio del sultán (Serrallo) a la derecha, en la lejanía. Debido a su pobreza, el pícaro Carayiosis usa su astucia para conseguir dinero y alimentar a su familia.
Los folcloristas dividen las historias de en dos categorías: las Heroicas y las Cómicas. Las Heroicas son historias basadas en la tradición o historias reales ocurridas durante el Imperio Otomano, y en ellas se representa a Karaguiosis como ayudante y colaborador de algún héroe.
Los titiriteros suelen inventar sus propias historias, aunque hay pasajes tradicionales que se han conservado por transmisión oral con ligeras variantes entre los ejecutantes. Aceptan gran variedad improvisación y participación del público:
1. Karaguiosis aparece en escena con sus tres hijos cantando y bailando. Da la bienvenida al público y tiene un diálogo cómico con sus hijos. Después entra en su cabaña.
2. El visir o un señor otomano del lugar cuenta que tiene un problema y necesita a alguien para llevar a cabo una hazaña.
3. Hadjiavatis obedece y empieza a anunciar la noticia, normalmente en una secuencia cantada, hasta que Carayiosis se despierta.
4. Molesto por los gritos de Hadjiavatis, y viendo la oportunidad de ganar dinero (ayudando al visir o no), pide a Hadjiavatis que se asocie con él.
5. Karaguiosis duda entre ayudar al Visir o engañarlo. Los personajes habituales aparecen uno a uno en escena (a menudo cantando una canción que les caracteriza); Karaguiosis tiene una divertida conversación con ellos, se burla de ellos, los engaña, o se molesta y los echa violentamente.
6. Finalmente, Karaguiosis es recompensado por el visir o se descubre su engaño y es castigado por el guardaespaldas del visir, Veligekas.

Los títulos de las historias más famosas son:
- Alejandro Magno y la serpiente maldita
- Karaguiosis doctor
- Karaguiosis cocinero
- Karaguiosis senador
- Karaguiosis erudito
- Karaguiosis profeta
- Karaguiosis pescador
- Karaguiosis y el gorila
- Karaguiosis y el fantasma

## Personajes
- Karagiosis, es un pobre pícaro griego al que sólo le interesa dormir y comer. Tiene más relación con Hadji Ivat (griego: Hadjiavatis) que cualquier otro personaje, y a menudo es informado por él. A veces están asociados en los negocios, pero en otras ocasiones Hadjiavatis es víctima de las jugarretas de Karagiosis.
- Kollitiria (Κολλητήρια), los tres hijos de Karagiosis. En algunas versiones se les llama (de mayor a menor ) Kollitiri, Kopritis y Bitsikokos.
- Aglaia, (Αγλαΐα) mujer de Karagiosis, a la que casi nunca se ve pero cuya voz chillona procedente del interior de la casa de Carayiosis sí se oye.
- Hadjiavatis (Χατζηαβάτης), (su correspondiente turco es Hacivat). Es el amigo y brazo derecho de Karagiosis, una figura honrada y seria que a menudo se ve envuelta en sus estratagemas. Tiene tendencia a adular a los poderosos y a veces se le pinta como persona sumisa al sistema dominante, en contraposición con Karagiosis.
- Barba Yorgos (Μπάρμπα Γιώργος, «Tío Jorge»), representa a un paleto de la montaña, al que se pinta como un pastor o un ganadero que está de negocios en el valle. Se lo representa como un Vlaco de Rumeli, no contaminado por las costumbres de la ciudad, corpulento y fortachón, vestido con el traje típico. Aunque cree que su sobrino es un granuja, le ayuda y abate a todos sus rivales con su bastón.
- Stavrakas (Σταύρακας), cuya marioneta es la única con un largo brazo independiente como el de Karagiosis. Representa al «mangas» del Pireo y a la tradición del Rebetiko. Aunque intenta abusar de los demás y actuar como un matón, Karagiosis suele reírse de él.
- Sior Dionysios (Σιορ Διονύσιος), un caballero italianizado de Zacinto de cierto linaje aristocrático. Fiel a su origen en las Islas Jónicas, interpreta cantades y habla el dialecto griego jónico con el acento apropiado.
- Morfonios (Μορφονιός),
- Fatme (Φατμέ) es la hermosa hija del visir o del bajá que puede tener un rol de sumisisión o rebelde. Tiene varias formas de causar problemas, a veces con buen fin, al oponerse a su despótico padre, otras para mal, a causa de su disgusto con Karagiosis o algún otro héroe.
- Veligekas (Βελιγκέκας), un guardia Albanés, guardia del serrallo. Es el brazo ejecutor del bajá, siempre busca a Karagiosis y no desaprovecha la oportunidad de darle una buena tunda. A menudo el recibe la paliza de Barba Giorgos.
- Peponias (Πεπόνιας), un gordo funcionario del serrallo, en algunas versiones sustituye a Veligekas.

Algunos titiriteros han introducido otros personajes, como el anciano padre de Karagiosis, y Nontas, un amigo de Stavrakas.

## Las marionetas
Todas las figuras que representan los personajes de la obra son bidimensionales y están siempre dibujados de perfil. Tradicionalmente estaban hechas de piel de camello, agujeredas para dejar pasar la luz a través de la imagen, pero actualmente se hacen más a menudo de cartón. Las maarionetas tradicionales producían sombras negras en una pantalla blanca, pero algunas marionetas modernas tienen huecos cubiertos con seda de colores o material plástico para producir sombras con colores. El cuerpo, la cintura, los pies y, a veces, las articulaciones, eran piezas separadas unidas con agujas. La mayoría de las figuras estaban compusetas de dos partes( cuerpo y piernas) con una sola articulación en la cintura. Dos personajes, el Judío y Morfonios tenían articulado el cuello y la cabeza flexible.
Se manipulaban por medio de un palo adosado a la parte trasera en caso de Karaguiosis, Stavrakas y algún otro personaje cuyos brazos y otras articulaciones requerían un movimiento independiente. El escenario era una estructura vertical blanca, normalmente una tela llamada «berdes» (del turco perde, cortina). Entre las marionetas y el titiritero (que permanecía invisible) había velas o lámparas que iluminaban las figuras y hacían sus siluetas visibles para el público a través de la tela.